# 청두시
청두시(중국어: 成都市, 병음: Chéngdū shì)는 중화인민공화국 서남부 쓰촨성의 성도이다. 대왕판다의 서식지 중 하나로, 대왕판다 연구 기지가 청두시에 있다.
도시의 상징물은 10세기경 후촉의 황제 맹창이 시내 곳곳에 심은 것으로 알려진 부용(芙蓉)이며, 이로 인해 룽청(한국어: 용성, 중국어: 蓉城, 병음: Róngchéng)으로도 불린다.
서부대개발 사업을 계기로 중요성을 더해가고 있다. 1896년 세워진 쓰촨 대학은 중국을 대표하는 대학교 가운데 하나이다. 2005년 2월 26일에는 주청두 대한민국 총영사관이 개설되었다.

## 명칭
'촉경(蜀京)'은 지금도 청두의 또다른 비공식 이름으로 쓰인다. 이는 청두시가 삼국 시대 촉나라의 수도였기 때문이다.

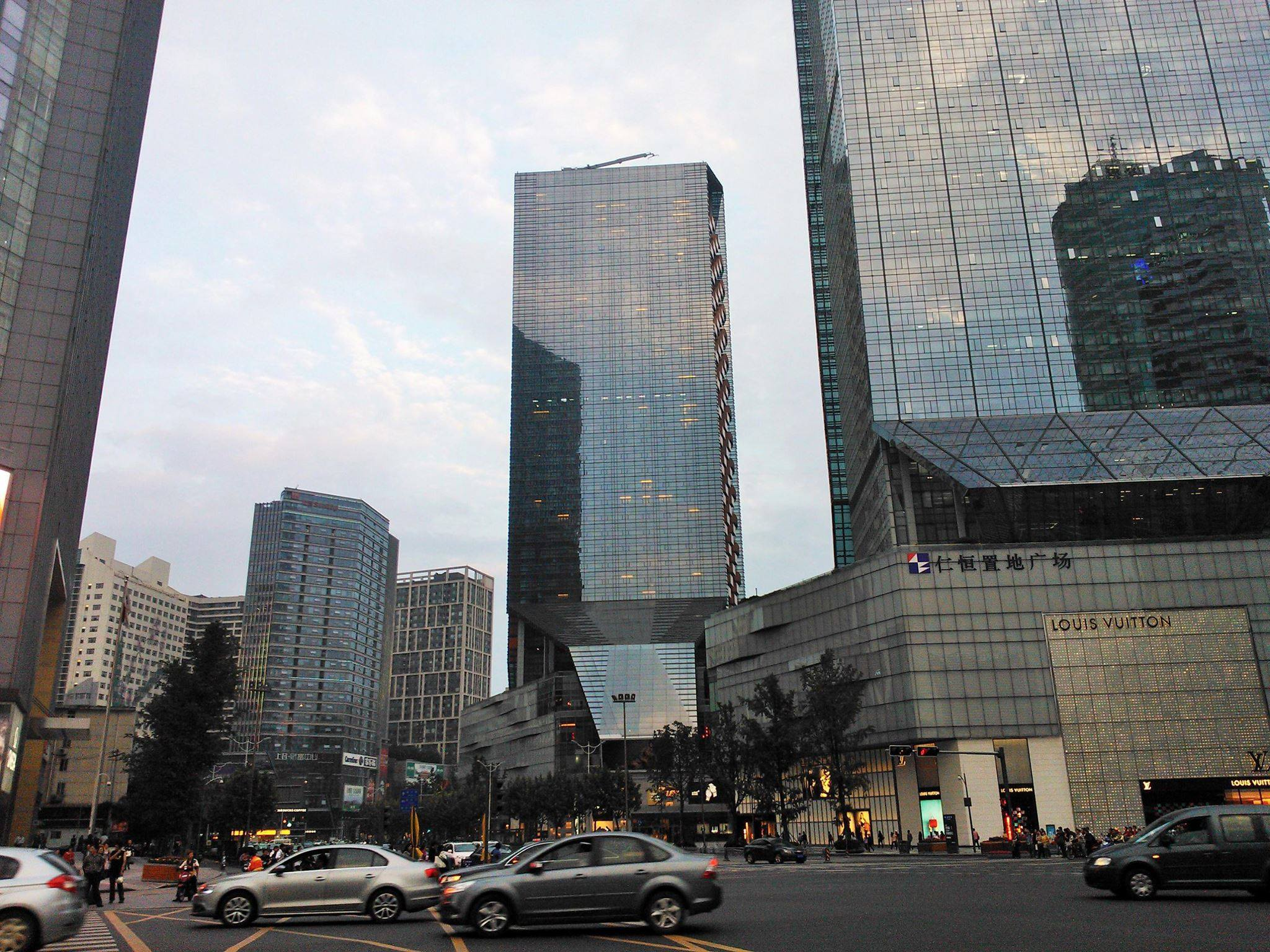
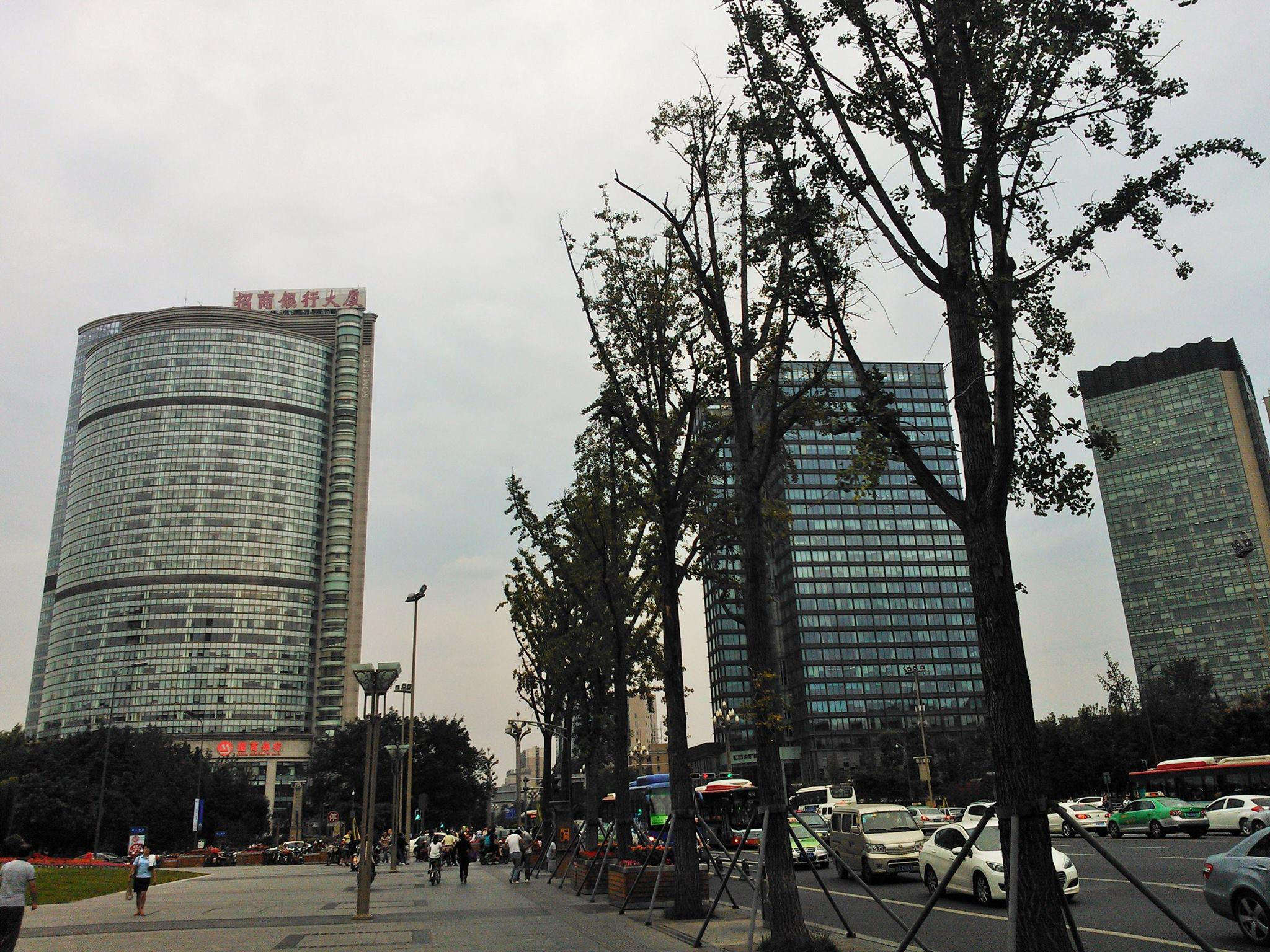
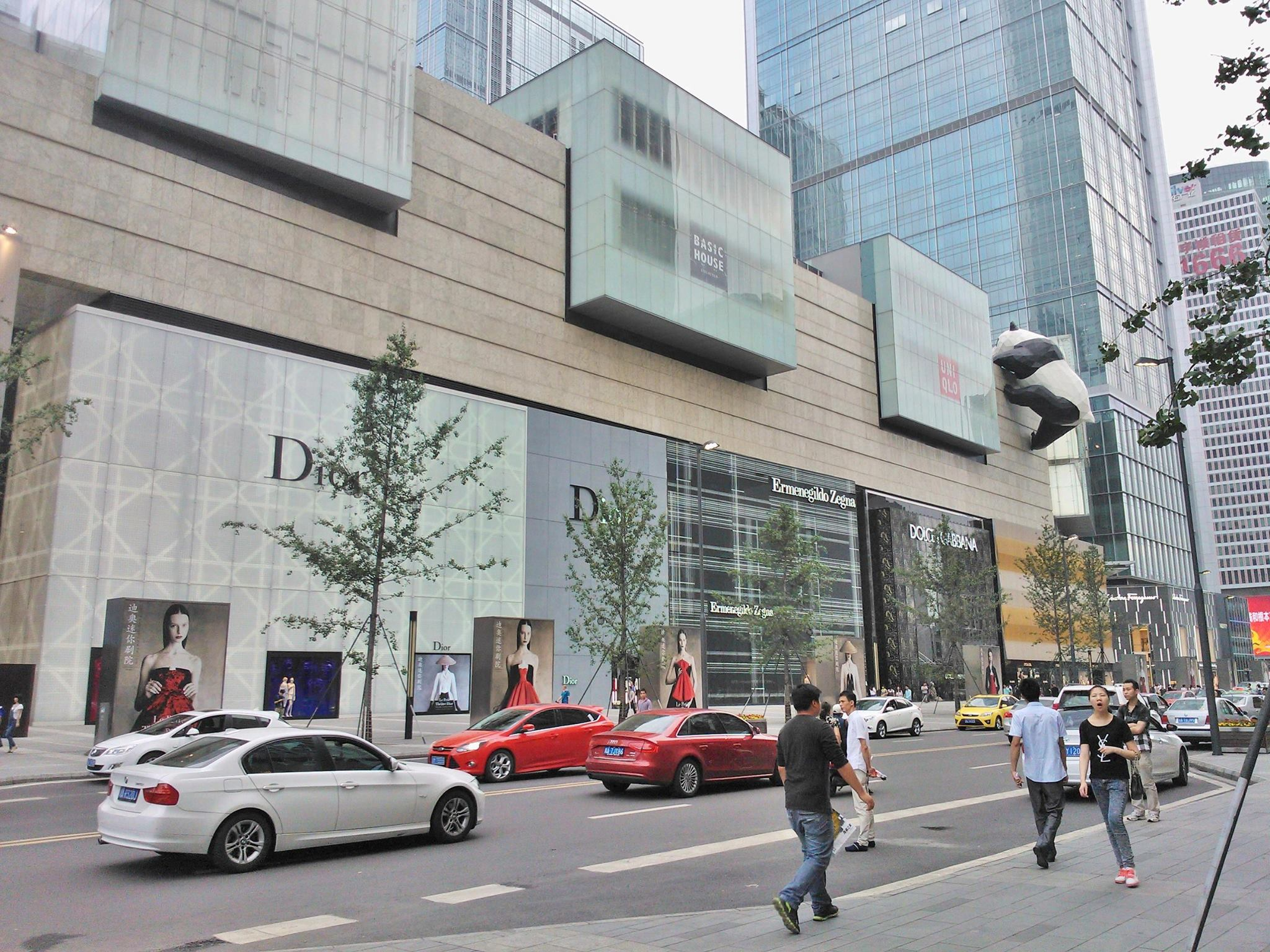
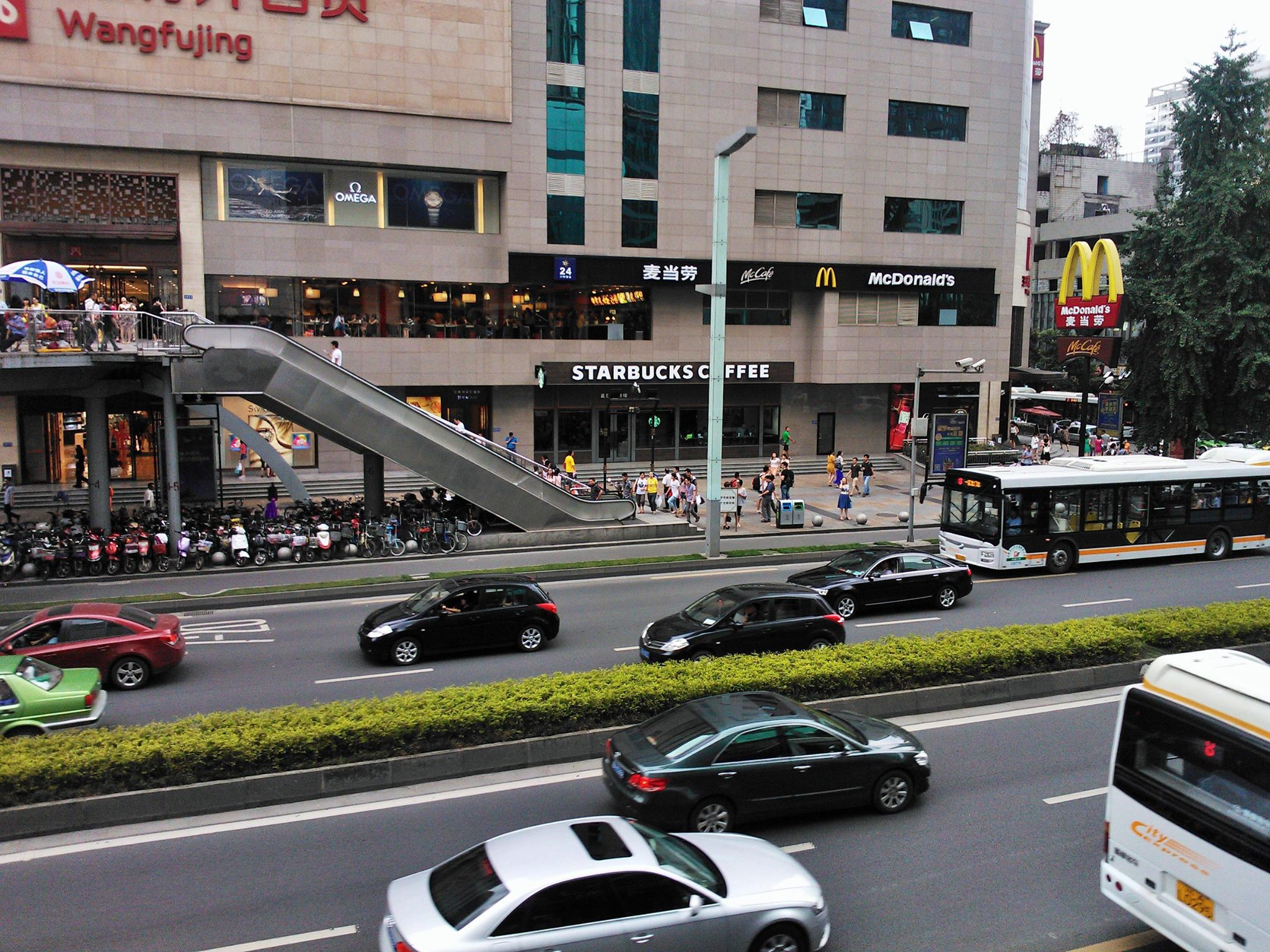
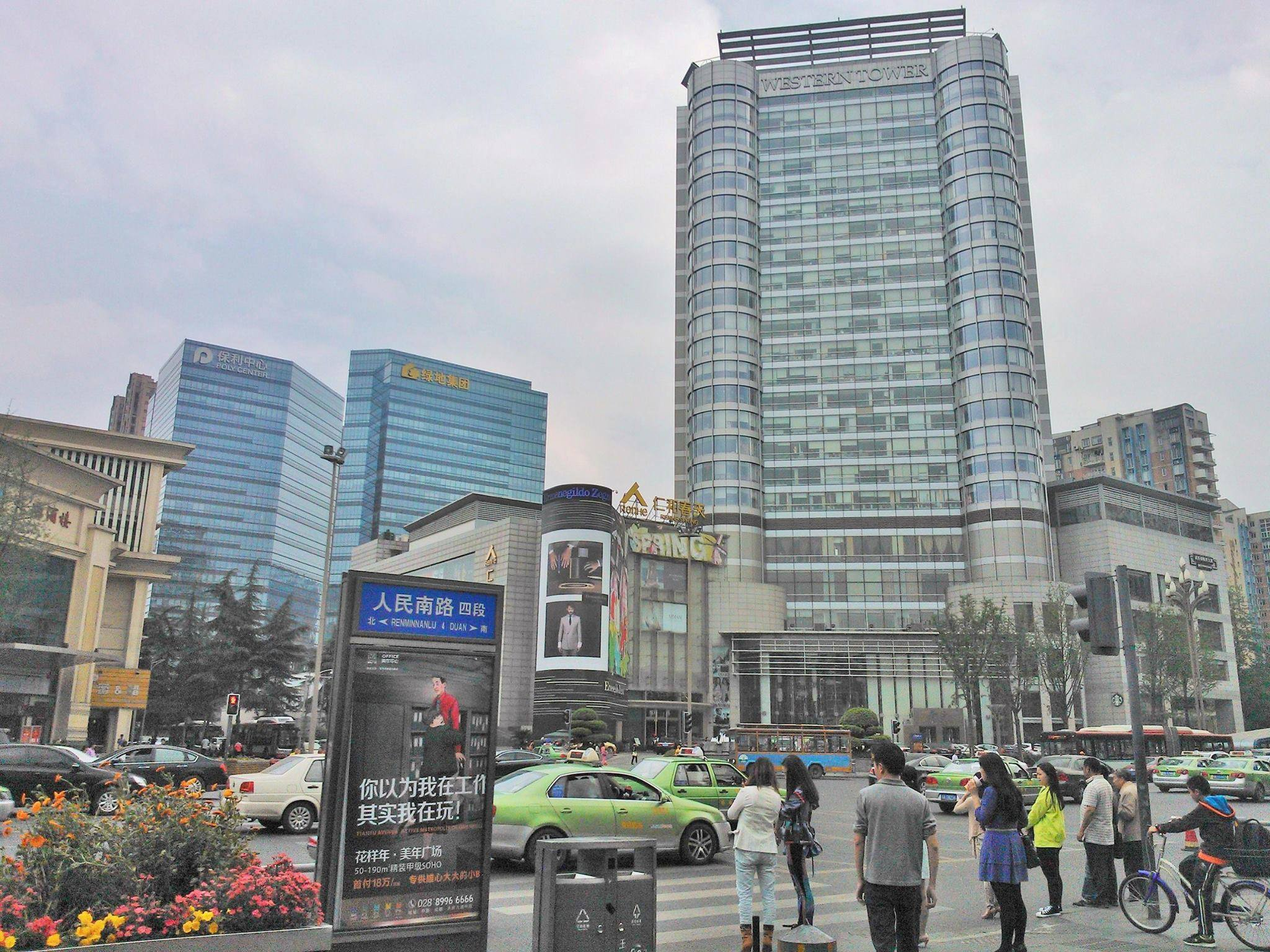
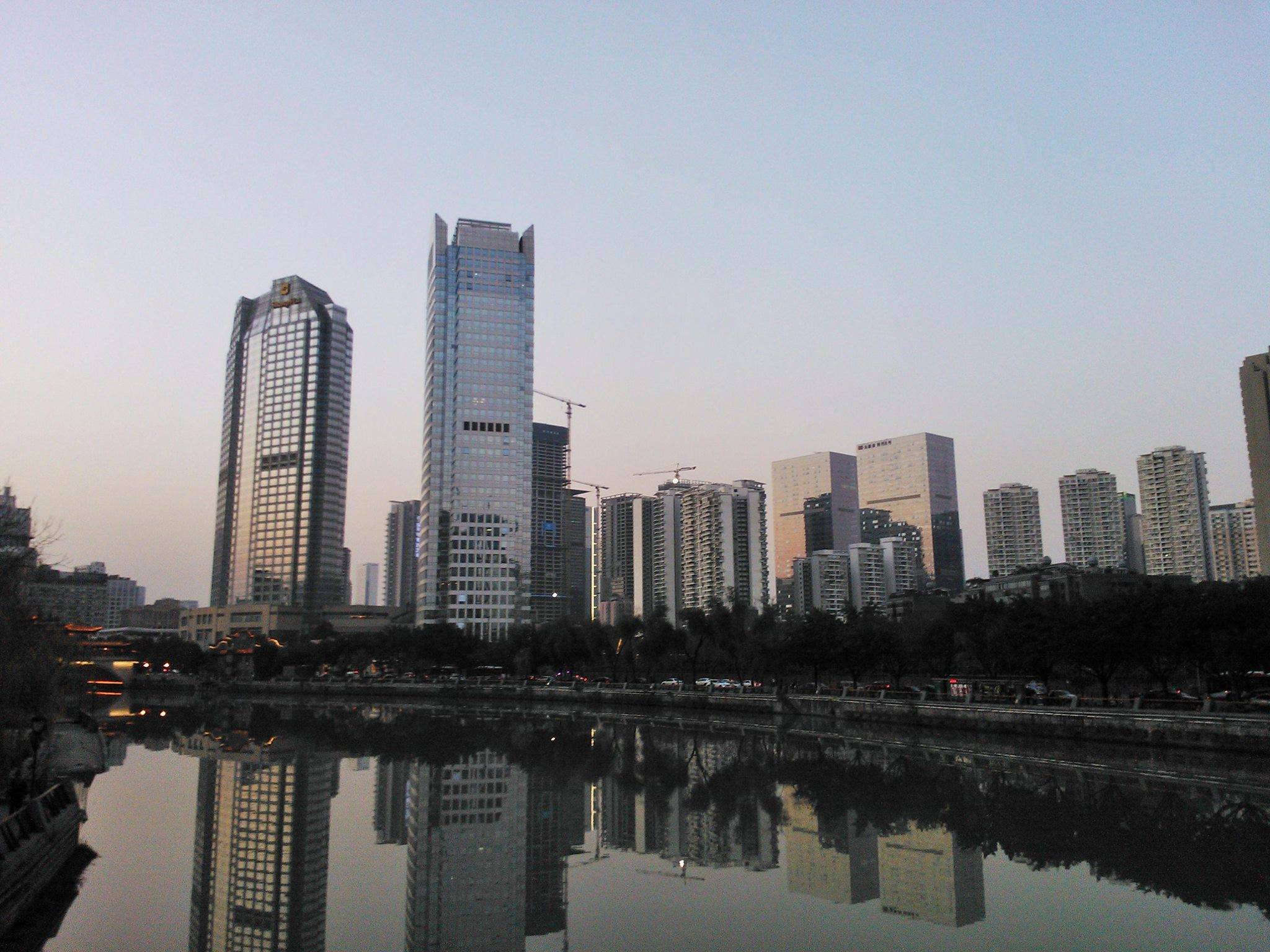

## 역사

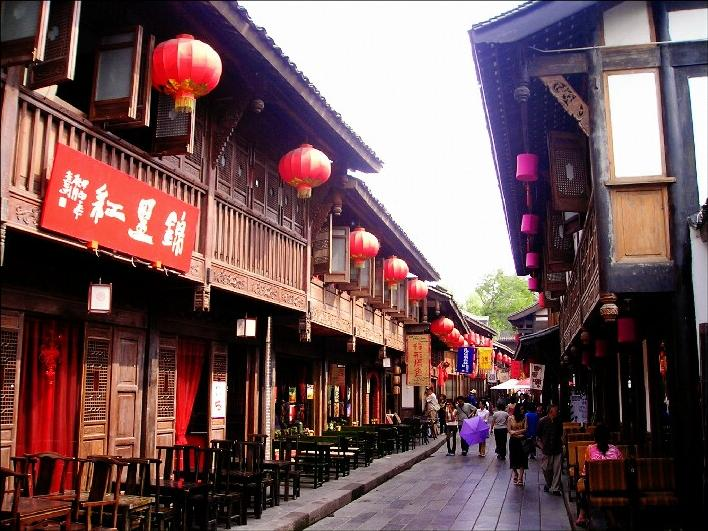
무후사(武侯祠,) 부근의 금리(錦裏)

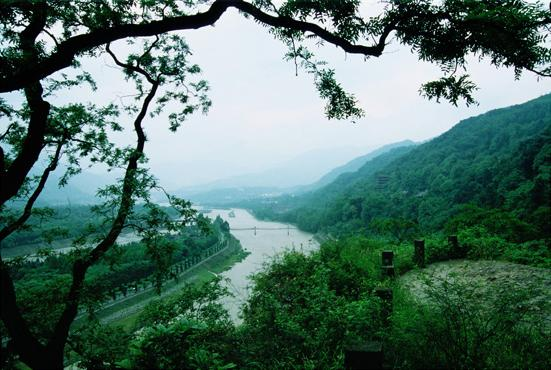
유네스코 지정 세계문화유산인 두장옌(都江堰, 도강언)

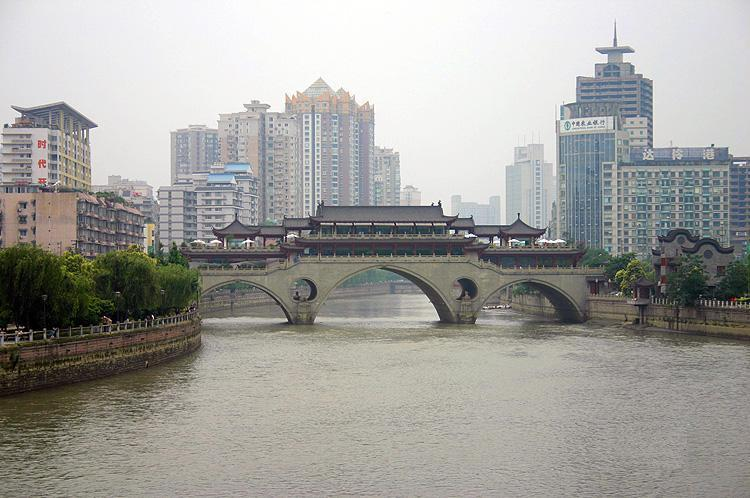
금 강(錦江)의 안순 다리(安順廊橋)

고대에는 성도 근교 삼성퇴(기원전 4800년-3100년)에서 청동기 문화가 융성했다.
기원전 4세기 초 촉나라의 왕이 수도를 현 청두시의 위치로 옮겼다. 옛 주나라의 태왕이 수도를 옮기면서 마을이 되는데 1년, 도읍이 되는데 2년이 걸렸다는 기록에 감명을 받아 새 수도를 '도읍을 이룩하다'라는 뜻의 성도(成都)로 정했다.
기원전 316년 진나라가 고촉을 정복한 후 진의 한 장군에 의해 도읍이 새로 세워져 오늘날의 청두시로 계속되고 있다. 한나라 때는 익주(益州)로 개칭하였다. 기원전 250년경에는 이빙 부자가 교외에 수리 시설인 도강언 (都江堰)을 건설했는데 지금도 성도에 홍수 없이 물을 공급하고 있다. 도강언과 청성산(靑城山)은 유네스코 지정 세계유산이다.

### 촉한의 수도
한나라가 위나라에 의해서 멸망한 후에는 유비가 익주를 수도로 촉한을 세우고 황제의 자리에 올랐다. 덕분에 지금도 삼국지나 삼국지연의를 읽은 독자들에겐 유명한 도시. 허나 유비의 아들인 유선대에 이르러 촉한이 위나라에 망하고 익주도 대도시의 지위를 잃고 만다.
당나라 때에 비로소 대도시의 지위를 되찾고, 다시 익주에서 성도로 불린다. 청두시는 낙양, 금릉, 장안에 버금가는 가장 큰 도시로 발전한다. 유명한 당나라의 시인 이백(李白)과 두보(杜甫)가 성도에서 삶의 일부를 보내기도 했다. 안사의 난 때에는 현종이 이곳으로 피난하기도 하였다.

### 중국 국민당의 최후 거점
명나라 말기 이자성의 난 때는 서나라의 수도 대서경(大西京)이기도 하였던 성도는 중국 국민당이 중국 본토에서 최후까지 점유하던 도시가 바로 성도이다. 1949년 12월 10일 본토인 중국 대륙 전체가 중국 공산당에 장악될 때까지 장제스(蔣介石)는 안간힘을 다하여 성도 방어를 지휘했으나, 결국 중국 국민당은 중국 대륙에서 중화민국 관할 영역을 모두 상실하였다.

## 지리
청두시는 사천 분지 서쪽에 있으며, 성도 평원의 중앙에 있다. 시의 동서쪽 너비가 192km, 남북으로 166km에 이른다. 토지의 총면적은 12,390km²로 평원이 주를 이룬다. 해발 500m 정도로 금강(錦江), 사하(沙河)가 지형을 나뉜다.
청두시는 온대 하우 기후로 주로 온화하고 습하다. 사천 분지의 서쪽에 위치하여 북쪽 진령산맥(秦嶺)이 북서쪽 시베리아의 찬바람을 막아준다. 눈은 드물게 오지만 겨울에 약간의 서리일이 있다. 여름은 더 길지만 "3대 화로 도시"로 불리는 난징(南京), 충칭(重慶), 우한(武漢)에 비하면 그다지 덥지 않다. 7월과 8월의 낮 기온은 보통 29 °C까지 오르고 때때로 33 °C 이상까지 가기도 한다. 1월 평균최저기온은 3 °C이고 때때로 영점 이하로 떨어지기도 한다. 비가 연중 오지만 7월과 8월에 가장 많이 온다.
| 청두시 신두구의 기후                                          | 청두시 신두구의 기후 | 청두시 신두구의 기후 | 청두시 신두구의 기후 | 청두시 신두구의 기후 | 청두시 신두구의 기후 | 청두시 신두구의 기후 | 청두시 신두구의 기후 | 청두시 신두구의 기후 | 청두시 신두구의 기후 | 청두시 신두구의 기후 | 청두시 신두구의 기후 | 청두시 신두구의 기후 | 청두시 신두구의 기후 |
| 월                                                            | 1월                  | 2월                  | 3월                  | 4월                  | 5월                  | 6월                  | 7월                  | 8월                  | 9월                  | 10월                 | 11월                 | 12월                 | 연간                 |
| ------------------------------------------------------------- | -------------------- | -------------------- | -------------------- | -------------------- | -------------------- | -------------------- | -------------------- | -------------------- | -------------------- | -------------------- | -------------------- | -------------------- | -------------------- |
| 역대 최고 기온 °C (°F)                                        | 18.9 (66.0)          | 24.0 (75.2)          | 31.8 (89.2)          | 32.5 (90.5)          | 35.2 (95.4)          | 37.5 (99.5)          | 37.7 (99.9)          | 39.4 (102.9)         | 36.2 (97.2)          | 30.1 (86.2)          | 26.2 (79.2)          | 18.4 (65.1)          | 39.4 (102.9)         |
| 일평균 최고 기온 °C (°F)                                      | 9.5 (49.1)           | 12.5 (54.5)          | 17.4 (63.3)          | 23.2 (73.8)          | 27.1 (80.8)          | 29.0 (84.2)          | 30.5 (86.9)          | 30.3 (86.5)          | 26.1 (79.0)          | 21.1 (70.0)          | 16.4 (61.5)          | 10.9 (51.6)          | 21.2 (70.1)          |
| 일일 평균 기온 °C (°F)                                        | 5.9 (42.6)           | 8.5 (47.3)           | 12.7 (54.9)          | 17.9 (64.2)          | 21.9 (71.4)          | 24.5 (76.1)          | 26.1 (79.0)          | 25.6 (78.1)          | 22.0 (71.6)          | 17.5 (63.5)          | 12.7 (54.9)          | 7.4 (45.3)           | 16.9 (62.4)          |
| 일평균 최저 기온 °C (°F)                                      | 3.3 (37.9)           | 5.7 (42.3)           | 9.3 (48.7)           | 13.9 (57.0)          | 17.9 (64.2)          | 21.1 (70.0)          | 22.7 (72.9)          | 22.3 (72.1)          | 19.3 (66.7)          | 15.1 (59.2)          | 10.1 (50.2)          | 4.9 (40.8)           | 13.8 (56.8)          |
| 역대 최저 기온 °C (°F)                                        | −6.5 (20.3)          | −2.6 (27.3)          | −1.8 (28.8)          | 4.0 (39.2)           | 6.3 (43.3)           | 14.2 (57.6)          | 16.6 (61.9)          | 16.0 (60.8)          | 12.2 (54.0)          | 3.1 (37.6)           | 0.2 (32.4)           | −4.1 (24.6)          | −6.5 (20.3)          |
| 평균 강수량 mm (인치)                                         | 7.8 (0.31)           | 9.7 (0.38)           | 20.4 (0.80)          | 41.8 (1.65)          | 66.8 (2.63)          | 109.1 (4.30)         | 195.1 (7.68)         | 200.3 (7.89)         | 110.5 (4.35)         | 38.9 (1.53)          | 14.1 (0.56)          | 5.6 (0.22)           | 820.1 (32.3)         |
| 평균 강수일수 (≥ 0.1 mm)                                      | 6.9                  | 7.1                  | 10.3                 | 12.0                 | 13.1                 | 14.6                 | 16.1                 | 14.6                 | 14.5                 | 13.7                 | 6.7                  | 5.4                  | 135                  |
| 평균 강설일수                                                 | 1.3                  | 0.4                  | 0                    | 0                    | 0                    | 0                    | 0                    | 0                    | 0                    | 0                    | 0.1                  | 0.3                  | 2.1                  |
| 평균 상대 습도 (%)                                            | 80                   | 77                   | 74                   | 73                   | 70                   | 76                   | 82                   | 82                   | 82                   | 82                   | 81                   | 81                   | 78                   |
| 평균 월간 일조시간                                            | 48.8                 | 53.8                 | 85.6                 | 112.5                | 117.4                | 105.2                | 121.3                | 130.6                | 71.2                 | 56.5                 | 58.8                 | 44.2                 | 1,005.9              |
| 가능 일조율                                                   | 15                   | 17                   | 23                   | 29                   | 28                   | 25                   | 28                   | 32                   | 19                   | 16                   | 19                   | 14                   | 22                   |
| 출처: 중국기상국 (평년값: 1991년~2020년, 극값: 1981년~2010년) |                      |                      |                      |                      |                      |                      |                      |                      |                      |                      |                      |                      |                      |

## 행정 구역
청두시는 11개의 시할구와 5개의 현급시, 4개의 현이 있다
| 성도 시 현급 행정구역       | 이름     | 정자 |
| --------------------------- | -------- | ---- |
| 시할구                      |          |      |
| 청양(칭양) 구               | 青羊区   |      |
| 금우(진뉴) 구               | 金牛区   |      |
| 성화(청화) 구               | 成华区   |      |
| 금강(진장) 구               | 锦江区   |      |
| 무후(우허우) 구             | 武侯区   |      |
| 온강(원장) 구               | 温江区   |      |
| 신도(신두) 구               | 新都区   |      |
| 청백강(칭바이장) 구         | 青白江区 |      |
| 용천역(룽취안이) 구         | 龙泉驿区 |      |
| 쌍류(솽류) 구               | 双流区   |      |
| 비도(피두) 구               | 郫都区   |      |
| 현급시                      |          |      |
| 도강언(두장옌) 시           | 都江堰市 |      |
| 팽(방)주(펑저우) 시         | 彭州市   |      |
| 공래(충라이) 시             | 邛崍市   |      |
| 숭주(충저우) 시             | 崇州市   |      |
| 간양(젠양) 시               | 简阳市   |      |
| 현                          |          |      |
| 금당(진탕) 현               | 金堂县   |      |
| 신진(신진) 현               | 新津县   |      |
| 포강(푸장) 현 (성도 시)     | 蒲江县   |      |
| 대(다)읍(다이) 현 (청두 시) | 大邑县   |      |

## 경제
주요 산업은 식품, 의료, 기계, 과학기술로 성도 설탕 포도주 회사, 성도 식품 회사, 사천 의약 회사와 같은 수많은 대규모의 기업에 의해 지지되고 있다. 많은 첨단산업 기업들이 청두시에 있다.
국가발전화개혁위원회(國家發展化改革委員會)는 청두시의 국립 생물 산업 설립 제안을 공식적으로 승인했다. 우주 항공 기술을 특화한 성도의 첨단 산업 단지가 건설되기 시작했다. 지역 정부는 중국과 해외로부터 서비스를 조달하기 위해서 국내외기업들을 유치할 계획이다.
- CJ제일제당 - 청두사료유한공사

## 교통

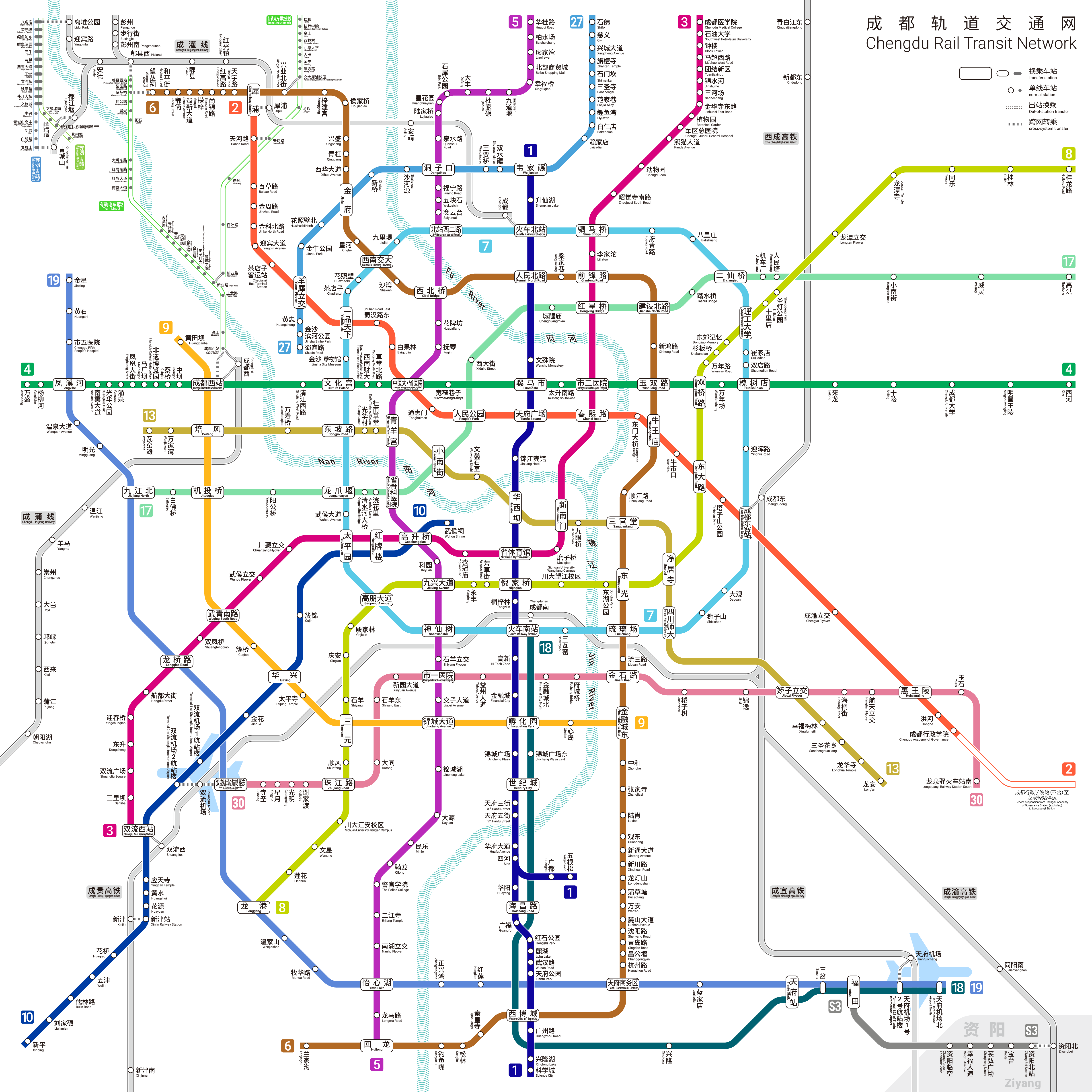
청두 철도 교통 네트워크

지리적인 위치가 좋아서 교통망이 잘 발달되어 있다. 청두시는 많은 국도들의 출발점이자 쓰촨-산시, 티베트, 윈난으로 가는 주요한 통로이다.
2007년에 청두시는 청두-젠양 고속도로 건설 등의 공식적인 37개의 중요한 계획을 발표했다. 이 계획은 젠양의 개발로 인한 교통 문제를 해결해줄 것으로 기대된다. 주요 터널의 개발과 룽취안 호 풍광구가 계획되고 있으며 이는 젠양과 청두 경제권을 더욱 통합시켜 줄 것이다.
몇몇 주요 도로 계획이 더 있다. 젠양에서 용천역까지의 321번 국도의 대안으로 솽류와 젠양 싼차 호를 연결하는 도로가 계획 중이다. 이것은 또한 룽취안과 룽취안 호를 연결하고 청두-젠양 고속도로와 연결되어 여행 거리를 10km 단축시킬 것이다.
공항으로는 청두 솽류 국제공항과 2021년 6월 27일에 신 공항으로 개항한 청두 톈푸 국제공항이 있다. 국제선은 톈푸 신 공항에서 취급한다.
2010년 5월 12일 청두 지하철의 첫 번째 노선이 개통하고 2020년 기준으로 7개 노선이 운행되고 있다.

## 인구 및 주민
2004년 청두시 인구는 1059.69만 명으로 베이징, 난징, 충칭 다음으로 중국에서 4번째로 인구가 많은 도시이다. 이 중 남성은 538.17만 명, 여성은 521.52만 명이다. 2000년 제5회 전국 인구 조사에서 한족(漢族)은 청두시 인구의 99.46%를 차지하고, 소수민족은 0.54%를 차지한다.

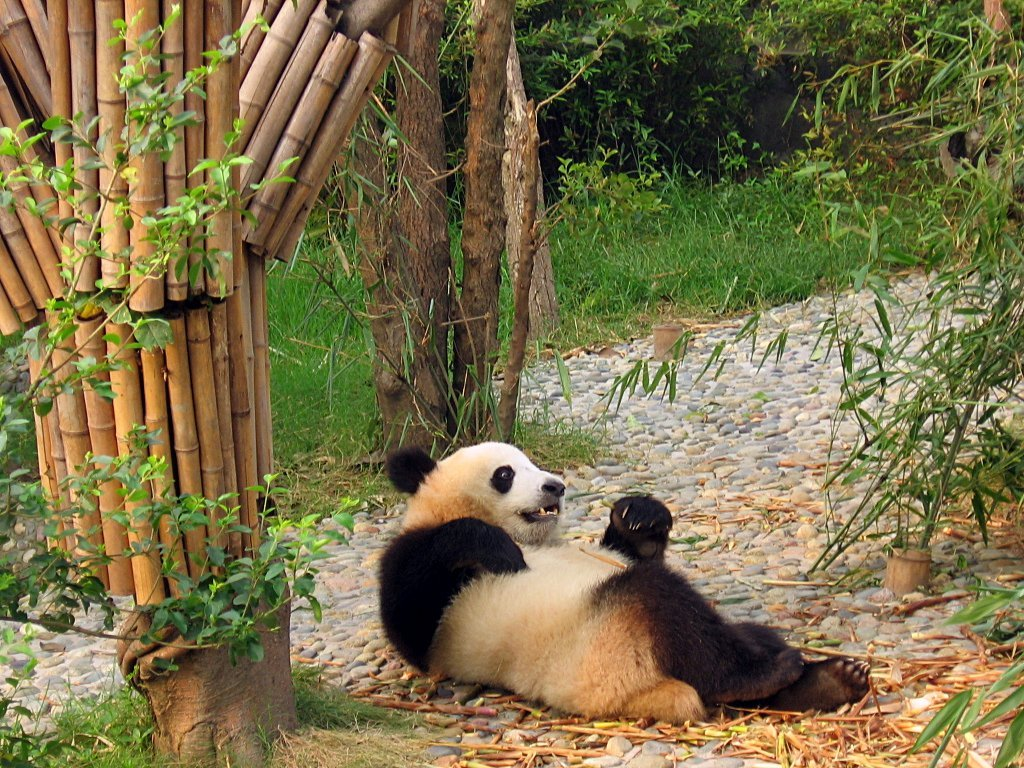
청두의 대왕판다

2012년 기준 청두시의 인구는 1417만명이다.
2010년도 인구센서스 기준 도시별 인구는 충칭 2885만명, 상하이 2302만명, 베이징 1972만명, 청두 1404만명 순이다.
행정구역상의 주변부 (시 직할지역외 현급 지역등)를 제외한 각시별 직할행정구역내 인구로만 따지면 상하이 2231만명, 베이징 1882만명, 충칭 1569만명, 텐진1109만명 순이다.
청두시 또한 6개의 현급지역과 4곳의 위성도시를 포함한하고 있어 직할행정구역내 인구는 그리 많지 않은 편이다.
| 연도                                                                    | 인구       | ±%      |
| ----------------------------------------------------------------------- | ---------- | ------- |
| 1953                                                                    | 857,000    | —       |
| 1964                                                                    | 1,583,000  | +84.7%  |
| 1970                                                                    | 6,922,918  | +337.3% |
| 1975                                                                    | 7,819,732  | +13.0%  |
| 1980                                                                    | 8,225,399  | +5.2%   |
| 1985                                                                    | 8,626,770  | +4.9%   |
| 1990                                                                    | 9,195,004  | +6.6%   |
| 1995                                                                    | 9,715,977  | +5.7%   |
| 2000                                                                    | 10,392,531 | +7.0%   |
| 2005                                                                    | 10,820,285 | +4.1%   |
| 2010                                                                    | 14,047,625 | +29.8%  |
| Population size may be affected by changes on administrative divisions. |            |         |

## 관광
- 무후사(武侯祠)
- 도강언(都江堰) - 유네스코 세계유산
- 두보초당(杜甫草堂)
- 망강루고건축군(望江樓古建築群)
- 칭청산(青城山) - 유네스코 세계유산
- 청양궁(青羊宮)
- 팬더 박물관

## 지역 교류
성도[成都](청두) 시는 다른 많은 나라의 도시들과 우호적 관계를 맺고 있다.
- 미국 녹스빌
- 미국 피닉스
- 대한민국 김천시
- 아제르바이잔 바쿠
- 프랑스 몽펠리에
- 오스트리아 린츠
- 캐나다 위니펙
- 이탈리아 팔레르모
- 인도네시아 메단
- 일본 야마나시현 고후시

## 같이 보기
- 중화인민공화국의 인구순 도시 목록